# Cerkev sv. Jožefa, Karlovec
Cerkev sv. Jožefa v Karlovcu na Hrvaškem je hrvaško narodno romarsko središče svetega Jožefa. Nahaja se v mestni četrti Dubovac, na območju Župnije Blažene Device Marije Snežne.
Gradnja cerkve se je začela leta 1968. V nedeljo, 14. julija 1968, je temeljni kamen blagoslovil zagrebški pomožni škof Franjo Kuharić. Leta 1969 je bila za liturgično uporabo dokončana stranska ladja (danes kapela hrvaških svetnikov in blaženih), leta 1971 je bila v glavni ladji prva polnočnica, leta 1972 so bile dokončane zunanje fasade. V nedeljo, 15. septembra 1974, je cerkev posvetil kardinal Franjo Šeper, prefekt Kongregacije za nauk vere. Istega leta je bil izdelan in ob božiču v cerkev postavljen kip sv. Jožefa.
Leta 1975 so zgradili zvonik in postavili kip Matere Božje, leta 1979 pa so dokončali križev pot in namestili podobe. Leta 1980 so bili nabavljeni in posvečeni trije novi zvonovi: sv. Jožef (980 kg), Mati Božja (520 kg) in sv. Frančišek Asiški (297 kg), ki jih je posvetil in blagoslovil Franjo Kuharić, zagrebški nadškof. Leta 1983 so postavili orgle, ki jih je blagoslovil zagrebški pomožni škof Mijo Škvorc.
S sklepom Škofovske konference Jugoslavije v Zagrebu z dne 15. aprila 1987 je bila cerkev sv. Jožefa v Karlovcu razglašena za narodno romarsko središče sv. Jožefa Cerkve v Hrvatih.
Med letoma 2015 in 2019 je svetišče obiskalo 210.000 romarjev. V letu 2023 je svetišče obiskalo 80.000 vernikov.

## Zunajne povezave
- Svetijosip.com, uradna stran